# النصيحة في الأدعية الصحيحة
 النصيحة في الأدعية الصحيحة هو كتاب من كتب الحديث عن صحيح الدعاء، ألفه الحافظ عبد الغني المقدسي (541 هـ - 600 هـ)، جمع المؤلف في كتابه النصيحة الادعية الصحيحة المروية عن رسول الله، واعتمد في كتابه على: صحيح البخاري، وصحيح مسلم، وسنن أبي داود، وسنن ابن ماجه، وسنن الترمذي، ومسند أحمد
قال الحافظ عبد الغني المقدسي في كتابه النصيحة:
| النصيحة في الأدعية الصحيحة | هذه أحاديث في الأدعية الصحيحة لخصتها من كتب الأئمة الأعلام المقتدى بهم في الإسلام، كالإمام أبي عبد الله أحمد بن محمد بن حنبل، وأبي عبد الله محمد بن إسماعيل البخاري، ومسلم بن الحجاج، وأبي داود سليمان بن الأشعث السجستاني، وأبي عيسى محمد بن سورة الترمذي، وأبي عبد الله بن يزيد بن ماجه، وشيئا يسيرا عن غيرهم، فالمتفق عليه نعني به: ما اتفق البخاري ومسلم عليه، وما سوى ذلك فقد بيناه | النصيحة في الأدعية الصحيحة |

## وصلات خارجية
- تحميل النصيحة في الأدعية الصحيحة المكتبة الوقفية
- قراءة كتاب النصيحة في الأدعية الصحيحة